# Praça Mauá (Santos)
A Praça Mauá localiza-se no centro histórico da cidade de Santos.
Em suas maiores extensões é limitada pela ruas Cidade de Toledo e General Câmara. Perpendicularmente a estas ruas, defronte à praça Mauá fica a sede da Prefeitura Municipal de Santos.